# 北名古屋市立師勝西小学校
北名古屋市立師勝西小学校（きたなごやしりつしかつにししょうがっこう）は、愛知県北名古屋市にある公立小学校。

## 概要
- 旧・西春日井郡師勝町の西部にある小学校であり、校区は鹿田天田、鹿田丹波屋敷253番地～257番地、鹿田合田（一部）、鹿田栄、鹿田坂巻、鹿田清水、鹿田神明附、鹿田大門、鹿田天王山、鹿田出町東、鹿田出町西、鹿田東海、鹿田流、鹿田永塚1番地～125番地、鹿田西村前、鹿田廻間、鹿田花の木、鹿田藤の木、鹿田丸籔、鹿田北長野、鹿田東花之木、鹿田竹之宮、鹿田次輪、鹿田西花の木、鹿田天王山北、鹿田北天田、鹿田南天田、鹿田中海道川西、鹿田海道西、鹿田西若宮往来東、鹿田中海道、鹿田東丸籔、鹿田若宮、鹿田東若宮、鹿田大日堂附、鹿田西藤之木、熊之庄新宮、熊之庄村上である[1]。

## 沿革
- 1976年（昭和51年）4月 - 師勝町立師勝小学校から分離し、師勝町立師勝西小学校として開校。
- 1977年（昭和52年） - 屋内体育館が完成する。
- 1978年（昭和53年） - 校舎を増築する。
- 2006年（平成18年）3月20日 - 師勝町、西春町が合併し、北名古屋市が発足。同時に北名古屋市立師勝北小学校に改称する。

## 交通アクセス
- 名鉄犬山線徳重・名古屋芸大駅下車、徒歩約10分。

## 周辺施設
- 名古屋芸術大学東キャンパス
- 愛知県立西春高等学校
- 北名古屋市立師勝中学校
- 北名古屋市立師勝小学校
- 北名古屋市立西春中学校
- 北名古屋市立西春小学校
- 北名古屋市立五条小学校
- 師勝はなの樹幼稚園
- ヨシヅヤ師勝店